# Золотарёв, Владимир Михайлович
Владимир Михайлович Золотарёв (27 февраля 1931 года, Москва — 7 ноября 2019 года, Лос-Анджелес) — советский математик, лауреат премии имени А. А. Маркова (1971).

## Биография
Родился 27 февраля 1931 года в Москве.
В 1954 году окончил механико-математический факультет МГУ, в 1957 году — аспирантуру там же.
В 1967 году защитил докторскую диссертацию, в 1973 году — присвоено учёное звание профессора.
С 1957 по 1961 годы преподавал в МФТИ, а с 1961 работает в Математическом институте АН СССР (ныне — Математический институт имени В. А. Стеклова РАН).
Основные труды по теории вероятностей; внёс большой вклад в изучение свойств устойчивости законов.
Член Международного статистического института с 1976 года.

## Фильмография
- 1970 — «Переступи порог» — сотрудник института
- 1973 — «Москва-Кассиопея» — академик[1].

## Награды
Премия имени А. А. Маркова (совместно с В. А. Статулявичусом и В. В. Петровым, за 1971 год) — за цикл работ по предельным теоремам для независимых величин для цепей Маркова.

## Избранные статьи
- Золотарёв В. М., Круглов В. М. Структура безгранично делимых распределений на локально бикомпактной абелевой группе. // Теория вероятностей и её применения, 1975. Том 20, № 4, с. 712—724.